# Brestice (Czarnogóra)
Brestice (cyr. Брестице) – wieś w Czarnogórze, w gminie Nikšić. W 2003 roku liczyła 36 mieszkańców.